# Федерати
Федерати (лат. Foederati) су у Римском царству били народи којима је било дозвољено да се населе на територији Римског царства, а они би се обавезали споразумом (лат. foedus) да ће давати одређени број војника уколико царство буде нападнуто и да ће водити исту политику као и Рим. На тај начин Рим се борио против других варвара који су се обрушавали на царство. Франци су прво германско племе које је добило статус федерата 358. године, када их је цар Јулијан пустио да се населе у северној Галији у којој је током претходног века дошло до значајног пада становника у замену за помагање у одбрани границе на Рајни.

## Војни одреди
Федерати су били војни контингенти које које су савезници (лат. socii) били обавезни да у случају рата ставе на располагање Римљанима. Јачина контингената одређивана је уговором, а регрутовале су их, опремале и плаћале дотичне савезничке државе (град, племе). Федерати су били организовани у кохорте под домаћим командантима, а више кохорти чинило је легију (лат. alae) под командом Римљана. Имали су велику улогу у заштити граница Римске Империје. Федерати нестају у Италији после Савезничког рата (90-88. п. н. е.), када су Италици добили грађанско право.
У изворима тешко је разликовати федерате од помоћних трупа слободних римских савезника и варварских трупа у сталној римској служби. У Византији, федерати су били трупе варварских најамника.